# O Hío
Santo André do Hío és una parròquia del municipi gallec de Cangas, a la província de Pontevedra.
Situat a l'extrem de la península d'O Morrazo limita al nord amb la ria d'Aldán, a l'oest amb l'oceà Atlàntic, al sud amb la ria de Vigo i a l'est amb les parròquies d'Aldán i Darbo. Té diverses platges amb la distinció de bandera blava.

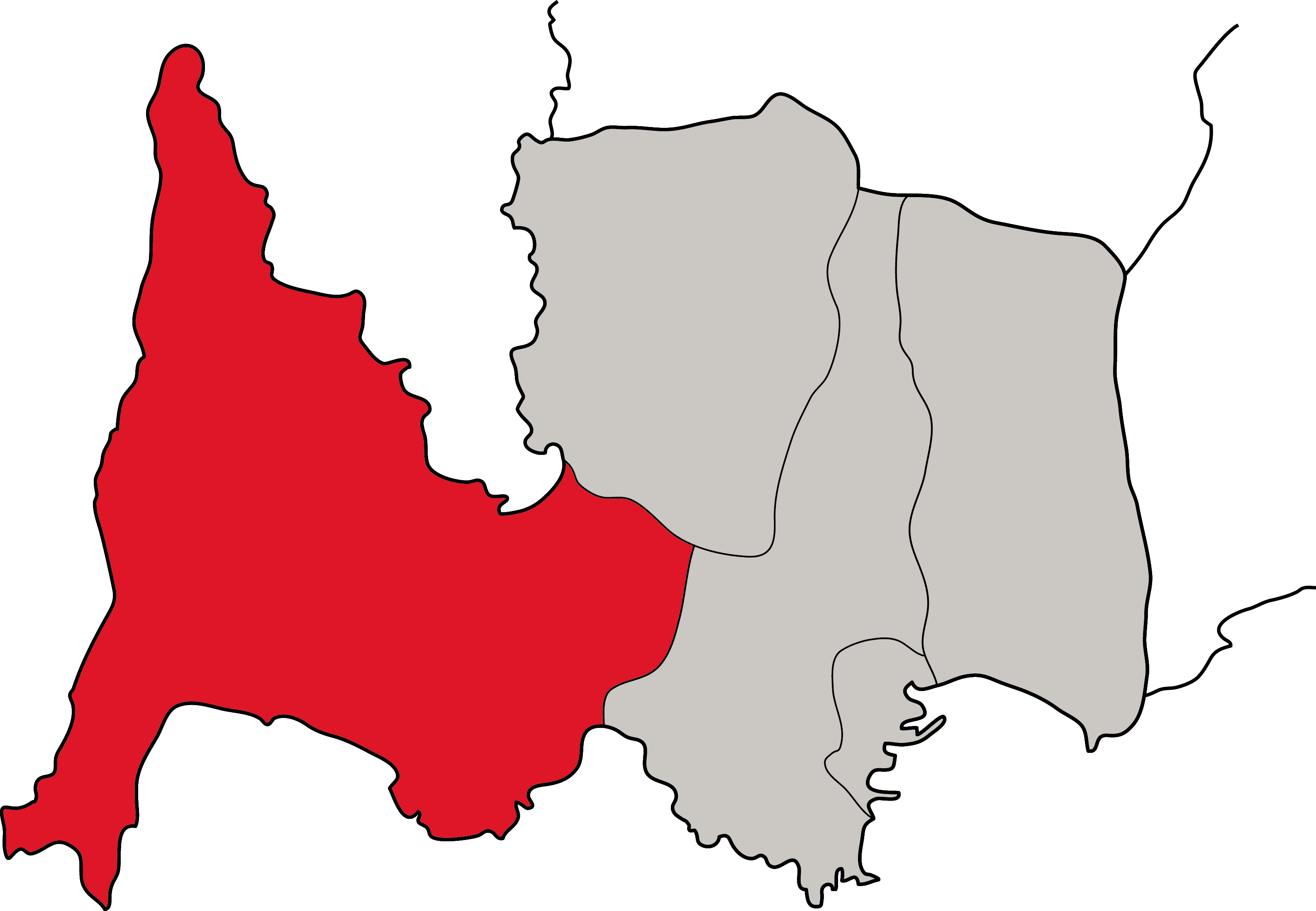
Situació d'O Hío dins del municipi de Cangas.

Tenia l'any 2014 una població de 2.938 habitants agrupats en 7 entitats de població: Donón, O Igrexario, Liméns, Nerga, Pinténs, Vilanova i Vilariño.